# Ханс Рантцау
Ханс Рантцау (на немски: Hans Rantzau; * 22 май 1543; † 1604) е благородник от Рантцау в Южен Шлезвиг-Холщайн, господар на Ескилдсмарк/Ешелсмарк (днес в град Козел), амтман на Фемарн. Той живее в Дания.
Той е син на Хайнрих/Хенрик Рантцау (1501 – 1561), господар на Нойхауз, Лютиенбург, Пльон, и съпругата му Дортея Фолмерсдатер Вонсфлет († сл. 1588), господарка на Ескилсмарк, Ханау, Холтенклинкен, дъщеря на Валдемар Карстенсен Вонсфлет, господар на Ешелсмарк († 1556) и Маргрета Хансдатер Рантцау († 1557). Внук е на Ханс Рантцау († сл. 1522), господар на Нойхауз, Рантцау, Шмоел, и Маргарета фон Брокдорф-Виндеби (1477 – 1547).
Сестра му Маргрета Рантцау (* 27 юли 1548 в Шлезвиг) е омъжена ок. 1552 г. за Дитлев Рантцау († сл. 1605), господар на Клеткамп и Гереби, амтман на Еутин, син на Кай Хенриксен Рантцау († сл. 1560) и Ида Бломе († сл. 1563).

## Фамилия
Ханс Рантцау се жени 1566 г. за Маргарет фон Алефелдт (* 1543; † 1615 в Дранцау), дъщеря на Марквард фон Алефелдт в Саксторп († 1557) и Маргарета Ратлау († сл 1566). Те имат два сина:
- Марквард Рантцау (* 1571; † 11 януари 1611, Хаселбург), господар в Саксторп, женен за Доротея фон Алефелдт (* 4 август 1586, Хайлигенщедтен; † 23 януари 1647, Драге), наследничка, дъщеря на Балтазар фон Алефелдт (1559 – 1626) и Маргарета Рантцау (1568 – 1629); имат дъщеря:
  - София Маргарета фон Рантцау,	омъжена за Кай фон Алефелдт (1591 – 1670), генерален военен комисар
- Хенрик/Хайнрих Рантцау (* ок. 1570; † 4 декември 1620), женен	1607 г. за Катарина Рантцау (* 21 февруари 1590, Аабенраа; † 14 май 1655), дъщеря на Кай фон Рантцау от Ханерау († 1607) и Елизабет фон Рантцау (1567 – 1597); имат деца